# Challain-la-Potherie
Challain-la-Potherie é uma comuna francesa na região administrativa da Pays de la Loire, no departamento de Maine-et-Loire. Estende-se por uma área de 47,87 km². Em 2010 a comuna tinha 819 habitantes (densidade: 17,1 hab./km²).